# Chandar Maḩalleh
Chandar Maḩalleh (persiska: چندر محله) är en ort i Iran.   Den ligger i provinsen Mazandaran, i den norra delen av landet, 110 km nordost om huvudstaden Teheran. Chandar Maḩalleh ligger 123 meter över havet och antalet invånare är 850.
Terrängen runt Chandar Maḩalleh är platt åt nordost, men åt sydväst är den kuperad. Terrängen runt Chandar Maḩalleh sluttar norrut.Runt Chandar Maḩalleh är det ganska tätbefolkat, med 149 invånare per kvadratkilometer. Närmaste större samhälle är Āmol, 5,7 km nordost om Chandar Maḩalleh. I omgivningarna runt Chandar Maḩalleh växer i huvudsak blandskog.